# Ellisiophyllum pinnatum
Ellisiophyllum pinnatum – gatunek  roślin z rodziny babkowatych. Reprezentuje monotypowy rodzaj Ellisiophyllum. Zasięg gatunku obejmuje wschodnią Azję od Nepalu, poprzez Chiny do Japonii, Filipin i Nowej Gwinei. Występuje na obszarach górskich do 2500 m n.p.m. Rośnie nad strumieniami, na łąkach i w widnych lasach.

## Morfologia
PokrójPłożąca roślina zielna z rozłogami do 1 m długości, korzeniąca się w węzłach, gęsto owłosiona.
LiścieSkrętoległe, długoogonkowe, z blaszką jajowatą do 5 cm długości, podzieloną na 5–9 klap, które są karbowane na brzegach.
KwiatyKielich o długości do 7 mm z 5 jajowatymi lub wąskoeliptycznymi działkami. Korona kwiatu biała, lejkowata, osiągająca do 12 mm długości, z 5 równymi łatkami na końcu. Pręciki są cztery, równej długości. Zalążnia dwukomorowa, zwieńczona dwudzielnym znamieniem.
OwoceKuliste torebki o średnicy do 5 mm, zawierające kilka kulistych i owłosionych nasion o średnicy ok. 1,5 mm.

## Systematyka
Pozycja systematyczna
Gatunek i rodzaj z plemienia Sibthorpieae z rodziny babkowatych Plantaginaceae.